# Gud är trofast, vare det din borgen
Gud är trofast, vare det din borgen är en psalm med text och musik skriven 1884 av Peter Lundén.

## Publicerad i
- Psalmer och Sånger 1987 som nr 624 under rubriken "Att leva av tro - Förtröstan - trygghet".[1]